# Операция «Албания»
Операция «Албания» (исп. Operación Albania) — военная операция проводившаяся силами Национального центра информации — тайной полиции Аугусто Пиночета под руководством генерала Саласа Венцеля и майора Корбалана. В результате операции за 15 — 16 июня 1987 года было убито 10 безоружных и двое вооружённых участников леворадикальной организации FPMR. Среди убитых было 2 из 6 участников национального руководства FPMR.

## Операция CNI

### Убийство Игнасио Рикардо Валенсуэлы
15 июня 1987 г. Игнасио Рикардо Валенсуэла, более известный как «Бенито», в полдень, по пути к дому своей матери, на улице Алуэ, коммуна Лас-Кондеc, напротив дома № 1172, был расстрелян агентами тайной полиции Пиночета — Национального центра информации (CNI), ведущими огонь из движущегося фургона. Валенсуэла получил три ранения, одно из которых (в грудь) оказалось смертельным. Смерть была мгновенной. Адвокат Нельсон Каукото утверждает: 
«Был запущен тезис, согласно которому Валенсуэла первым открыл огонь. Ладно, наше расследование показало, что дамы, заявление которой цитировалось в прессе, никогда не существовало, по указанному адресу она не проживала никогда. Ещё одной ложью CNI стали показания одного гражданина, который, якобы, лично наблюдал конфронтацию между „френтистом“ и агентами. Именно на этом утверждении строилась целая статья, опубликованная в журнале „A Fondo“. Человек этот реально существовал, и позднее лично был допрошен в военной прокуратуре, заявив, что он никаких показаний не давал и не видел вообще ничего подобного. (…) В ходе дальнейшего расследования выяснилось, что одним из совладельцев „A Fondo“ являлся генерал Альваро Корбалан».

В первые же дни после произошедшего, тогдашний адвокат прогрессивного католического прихода «Солидарность» Серхио Эйвиа публично усомнился в истинности выдвинутой тайной полицией версии смерти Валенсуэлы. 
«Я так и не смог найти никого, кто бы мог подтвердить, что он был вооружён. Я не исключаю, что он был убит намеренно».
Игнасио Валенсуэле было 31, у него на тот момент уже был сын. Игнасио Валенсуэла был одним из руководителей Патриотического Фронта Мануэля Родригеса.

### Убийство Патрисио Рикардо Акосты Кастро
15 июня 1987 г. Патрисио Акосто, более известный как «Хирафалес», один из высших офицеров FPMR был расстрелян, на улице Варас-Мена . Патрисио Акоста вёл легальное существование, посвящая всего себя заботам о сыне Себастьяне, матерью которого являлась другая участница FPMR Патрисия Кирос.
15 июня он гулял в окрестностях своего дома вместе с своим сыном. По дороге Акоста зашёл в лавку своей соседки Элизабет Муньос. Она вспоминает:
«Он зашёл купить печений, а потом предложил моей сестре прогуляться. Но та ответила, что не может, так как мамы в тот момент не было, а она не могла оставить магазин. Его сын Себастьян так же не захотел идти с ним, поэтом „Пачо“ (Акоста) оставил его здесь, в лавке».
На судебном процессе агент CNI Хуан Хоркера заявил: 
«Около 18:00 из дома вышел высокий гражданин с усами, по всем характеристикам напоминавший того, кого мы искали. Я проследовал за ним в Санта-Розу, откуда он около 19:00 вернулся пешком. Я же оставил свою команду в Санта-Розе, когда мне был отдан приказ к задержанию. Я не мог этого сделать, так как один бы не справился со столь сильным человеком. (…) Вскоре со своими людьми прибыл капитан Суньига. В момент, когда субъект приблизился ко мне примерно на пять метров, капитан Суньига без всяких предупреждений выстрелил, и подозреваемый упал на землю. Потом я услышал ещё два выстрела, и понял, что там творится что-то неладное».
Агенты CNI сначала выстрелили Патрисио в колено, заставив его упасть, а после ещё выстрелили в спину и позвоночник что принесло ему черепно-мозговую и спинномозговую травму от которой Патрисио и скончался.

### Двойное убийство Хуана Вальдемара Эниреса Арайы и Вильсона Даниеля Эниреса Гайегоса
В ночь с 15 на 16 июня 1987 г. агены CNI наведались в дом 417 на улице Варас-Мена, коммуна Сан-Мигель-де-Сантьяго в которой находилась военная школа FPMR вместе с 12 повстанцами.
«Здесь жили товарищи, находившиеся в розыске; помимо всего прочего тут располагался центр военно-политического обучения FPMR. Так же здесь находились товарищи, игравшие роль домовладельцев», — говорит Сантьяго Монтенегро.
В ночь когда 11 из 12 боевиков FPMR спали, агенты CNI выломали дверь и ворвались в помещение. Около десятка боевиков, несмотря на шквальный обстрел, бежали из окруженного дома по крышам соседних зданий. Бойцы разделились на две группы: большую группу из 10 человек и группу из всего 2 боевиков. На другую крышу перебрались двое, Хуан Вальдемар Энрикес и Вильсон Энрикес, которые ответили на полицейскую атаку своим вооружённым обстрелом. В ответ на сопротивление Хуан Вальдемар Энрикес получил тяжёлое ранение и упал с крыши, а Вильсон Энрикес тоже получивший ранение бежал. Они прикрывали отход своих товарищей с крыши дома № 415. Энрикес упал в окно гостинного дома где его расстреляли агенты CNI.
Вильсон Энрикес Гайегос, так же прикрывавший отступление, бежал после тяжелого ранения и был окружён агентами CNI во дворе дома № 419. Один из боевиков, спасшихся из дома на улице Варас Мена, позднее писал в специальном репортаже партизанского журнала «El Rodriguista»:
«Раздался звук сигнального звонка, и в тот же момент зазвучали выстрелы; началась эвакуация. Мы должны были покинуть убежище, по возможности не теряя нашего оружия. Чтобы подняться на крышу, приходилось отражать бесчисленные атаки врага. У меня до сих пор перед глазами яркий образ „Артуро“ (Хуана Вальдемара Энрикеса), забаррикадировавшегося в передней части дома: его схватка с агентами позволила нам уйти через крыши. Перепрыгивая с крыши на крышу, мы, наконец, решились спуститься на задний двор одного из домов, после чего выскочили на улицу, откуда всё ещё слышались звуки выстрелов, криков, сирен… Я помню бегство по улицам, нервные прыжки через стены, когда вдалеке появлялись полицейские автомобили. В конечном итоге, мы затаились в каком-то заброшенном подвале, полном досок, железяк и прочего мусора. Здесь всё ещё слышались выстрелы, крики, сирены и шаги. „Выходи!“ — кто-то вошёл в подвал, свет фонарика, закреплённого на цевье М-16, скользнул по помещению. „Нет, никого нет!“…удаляющиеся шаги…пронесло».
Вильсон был схвачен на заднем дворе дома № 419. По свидетельствам очевидцев, группа агентов которая нашла его, сначала избила его, потом вывела на улицу и там расстреляла. По данным вскрытия на теле Вильсона было обнаружено 21 пулевое отверстие.

### Массовый расстрел на Корпус Кристи в Педро Доносо
В течение 15 — 16 июня 1987 г. были арестованы Хосе Хоакин Валенсуэла Леви, Риккардо Ривера Силва, Мануэль Валенсия Кальдерон, Элизабет Эскобар Мондака, Риккардо Силва Сото, Патрисия Кирос Нило и Эштер Анжелика Кабрера Инохоса. 
Все они были доставлены на машинах агентов CNI в здание на улице Педро Доносо, где позже 14 агентами CNI все семеро были расстреляны.